# キュースタ
キュースタ（Q-STA）は、株式会社富士急百貨店が山梨県富士吉田市の富士山駅（旧・富士吉田駅）内で運営している駅ビルの名称である。

## 歴史・概要
1975年4月にイトーヨーカドー富士吉田店（売場面積約8,148m2）を核店舗として富士吉田富士急ターミナルビルとしてオープンしたのが始まりである。
2005年12月に核店舗だったイトーヨーカドー富士吉田店が撤退したため、従来のテナント32店舗のうち23店舗が引き続き営業すると共にイトーヨーカドーを含む退店した店舗跡に新たなテナントを招致して大幅な改装を行い、2006年3月31日に48店舗で構成される大規模核店舗のない複合商業施設Q-STAとして新装開店した。
通常の物販店舗の他に5階に医療モールを設置してMRIの設備も備えた医療センターや調剤薬局、トレーニングジムなどが入居している。

## 駅ビル概要
- 地上6階・地下1階建（1階に富士急行線富士山駅との連絡口がある）
- 所在地：山梨県富士吉田市上吉田2-5-1[1]
- 営業時間：主に10:00-20:00（フロア・店舗によって異なる）

## 店舗構成
開業時点には、コムサイズムやハニーズ、ファイブテンなどの衣料品店のほか、ドラッグストアのセイジョー薬局、無印良品やCASAなどの雑貨・家具店、100円ショップのキャンドゥなど、合計で48店舗が出店した。